# Salford
Salford je město v anglickém hrabství Velký Manchester. Rozkládá se v meandrech řeky Irwell, která vytváří hranici s Manchesterem. Spolu s městy na západě tvoří metropolitní distrikt City of Salford, jehož správní centrum se nachází v blízkém Swintonu. Salford má 72 750 obyvatel a jeho rozloha je 21 km².

## Historie
Název města pochází z anglosaského Sealhford (sallow-tree ford – brod u vrby) odkazujícího na vrby rostoucí podél řeky Irwell. Brod se nacházel v místech, kde nyní stojí Victoria Bridge. V minulosti bylo město součástí hrabství Lancashire. Roku 1230 získal Salford status samostatného distriktu.
Salford byl jedním z prvních průmyslových měst v počátečním období průmyslové revoluce. V té době byl jeho význam jako kulturního a obchodního centra větší než sousedního Manchesteru. Existovala zde výroba plátna a hedvábí včetně jejich barvení, valchování a bělení. Stal se jedním z největších center zpracování bavlny. Poté, co sousední Manchester získal větší význam, důležitost Salfordu poklesla.
Roku 1806 se Chapel Street stala první ulicí na světě osvětlenou plynovými lampami. Roku 1849 založila městská rada první veřejnou knihovnu, muzeum a galerii v Anglii. V roce 1894 byl otevřen Manchesterský kanál a Salford se stal námořním centrem s obrovskými doky vybudovanými podél tohoto kanálu. Salford obdržel status města roku 1926. V roce 1967 byl Royal Salford Technical Institute udělen status univerzity a byla ustanovena Salfordská univerzita.
V 60. a 70. letech 19. století prošla část města renovací a terasové domky byly nahrazeny věžovými domy s jejich strohou architekturou. V té době také došlo k úpadku doků. V poslední době dochází k nápravě architektonických chyb z 60. let a je naplánovaná obnova některých částí města včetně výstavby dvou výškových budov, exkluzivního hotelu, náměstí, parků a kaváren a asi 400 bytů.

## Geografie
Salford se rozkládá v údolí řeky Irwell. Řeka prochází městem od severu a vytváří na východě hranici s Manchesterem a na jihu s Traffordem. Záplavy rozvodněné řeky působily v městě mnoho škod, a proto byla řeka regulovaná vytvořením kanálů a břehových hrází. Původní centrum města se nacházelo v okolí Greengate poblíž brodu přes řeku naproti katedrály v Manchesteru. Postupně se město rozrostlo jednak podél údolí řeky tak i do stran k Irlams o' th' Height a Higher Broughton.

## Obyvatelstvo
Salford je městem demografických kontrastů. Zatímco oblasti Salford Quays v sousedství Manchesteru a předměstí na východě města jako například Worsley oplývají bohatstvím (hovorově označované jako milionářské čtvrti), některé jiné části města jsou známy jako jedny z nejchudších obvodů v rámci Velké Británie. Výzkum prováděný roku 2005 televizní stanicí Channel 4 ohodnotil město jako město s 9. nejhoršími podmínkami pro život (průzkum porovnával kriminalitu, vzdělání, životní prostředí, životní styl a zaměstnanost).

## Správa
Salford byl v minulosti částí Salford Hundred, oblastí rozlohou přesahující současné město, v rámci hrabství Lancashire. Jako samostatný obvod, skládající se z vlastního Salfordu a části Broughtonu, byl vyhlášen roku 1844. Zbývající část Broughtonu a Pendlebury byla připojena roku 1853. Salford se vyčlenil ze správy hrabství roku 1889 a obdržel status města roku 1926. Roku 1974 byl ustanoven metropolitní distrikt City of Salford a stal se částí hrabství Velký Manchester.
Správním orgánem města je Rada města Salford. Poté, co byla roku 1986 zrušena rada hrabství Velkého Manchesteru stalo se město samostatným správním celkem (unitary authority).
Městské obvody – Pendleton, Claremont, Langworthy, Broughton, Weaste, Ordsall, Irlams o' th' Height a Seedley.

## Doprava
Město je spojeno s ostatními částmi Velkého Manchesteru tramvajovou sítí Manchester Metrolink, která prochází nedaleko oblasti doků. V Salfordu se nacházejí železniční stanice Salford Central, Salford Crescent, Swinton, Moorside, Clifton, Eccles, Patricroft, Irlam a Walkden. První autobusová linka byla zprovozněna roku 1824 z Pendeltonu na Market Square v Manchesteru.

## Vzdělání
Salfordská univerzita obdržela status univerzity roku 1967. Je jednou ze čtyř vysokých škol v rámci Velkého Manchesteru a navštěvuje ji asi 19 000 studentů. V Salfordu se také nachází mnoho fakult, například Pendleton College, Eccles College a Salford College soustředěné ve dvou velkých studentských areálech Worsley Campus a City Campus.

## Kultura

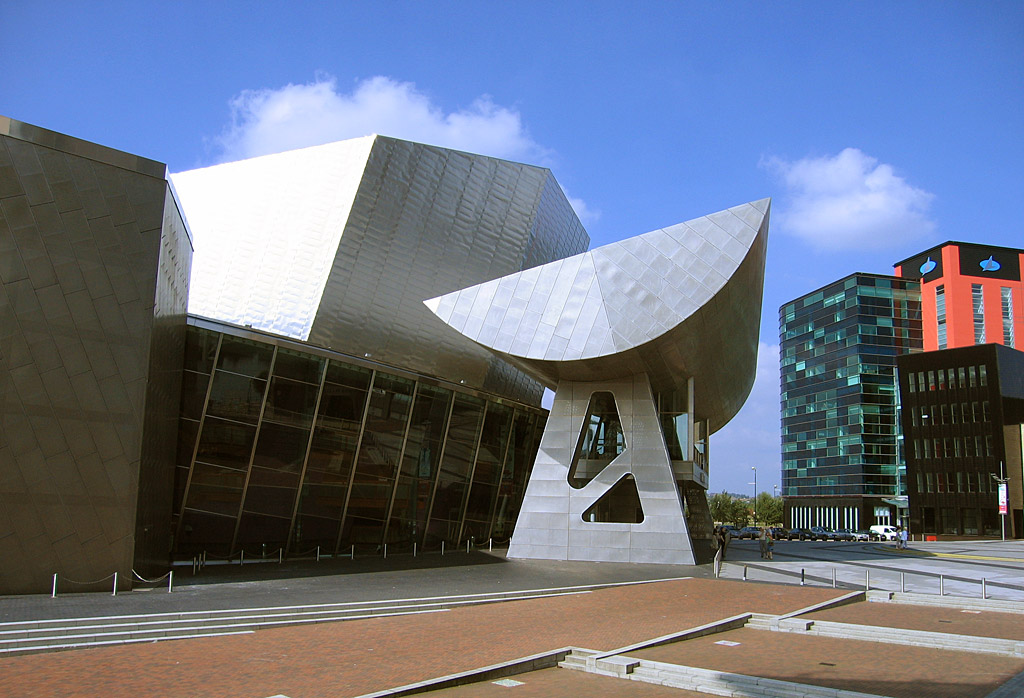
Galerie Lowry

Salfordský filmový festival, s krátkou historií započatou roku 2003, se dočkal nečekaného ohlasu. Místní divadlo Studio Salford se podílí na pořádání divadelního festivalu 27/4 jehož centrem je blízký Manchester.
Mezi další kulturní centra v Salfordu je možno zařadit galerii Lowry, Salfordské městské muzeum a soukromé kulturní centrum Bureau. Salfordský symfonický orchestr je amatérské těleso založené roku 1947. Roku 1985 se soubor rozpadl a jeho činnost byla obnovena v roce 1995.

## Turistické atrakce
Salfordská katedrála je jednou z největších katolických katedrál v severní Anglii. Byla postavena v letech 1844 až 1848 a je na seznamu památkově chráněných budov.
Dalšími turistickými zajímavostmi jsou zámek Ordsall Hall, otočný akvadukt Bridgewater Canal  a divadelní a galerijní komplex Lowry Centre – obsahující tři umělecké galerie a dvě divadla.

## Osobnosti
- William Worrall Mayo (1819–1911), lékař, zakladatel americké Mayo Clinic

## Partnerská města
- Saint-Ouen